# Wenham Magna
Wenham Magna, également connu sous le nom de Great Wenham, est un village et une paroisse civile du district de Babergh, dans le Suffolk, dans l'est de l'Angleterre.
La paroisse comprend également les hameaux de Gipsy Row, Vauxhall et Wenham Hill. En 2005, sa population était de 150 habitants,  et elle est passée à 185 lors du recensement de 2011.
Wenham Magna est le lieu de naissance de Matthew Hopkins, le tristement célèbre général chasseur de sorcières,,. Son père, James Hopkins, était vicaire de l'église Saint-Jean , et la famille possédait des terres dans la région,. James Hopkins semble avoir été populaire auprès de ses paroissiens, dont l'un lui a laissé de l'argent pour acheter des bibles pour ses enfants.